# Henri d’Arbois de Jubainville

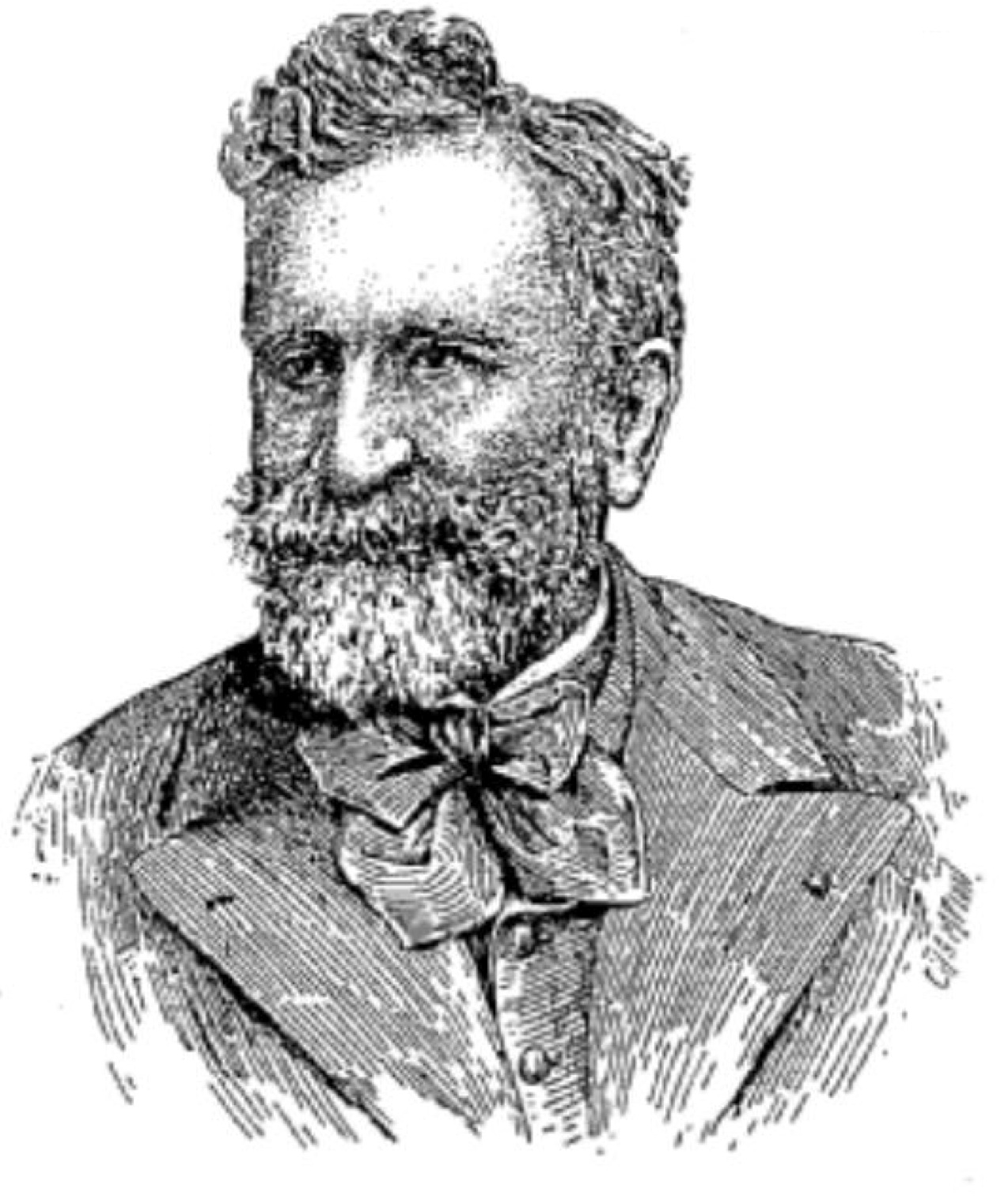
Henri d’Arbois de Jubainville

Marie Henri d’Arbois de Jubainville (* 15. Dezember 1827 in Nancy; † 26. Februar 1910 in Paris) war ein französischer Keltologe und Historiker.
Arbois de Jubainville absolvierte die École des Chartes und war von 1852 bis 1880 Départementsarchivar in Troyes. 1882 erhielt er den am Collège de France eigens für ihn eingerichteten Lehrstuhl für keltische Sprachen und Literaturen (Nachfolger: Joseph Loth). 1884 wurde er Mitglied der Académie des Inscriptions et Belles-Lettres. Zudem war er Mitglied der  Académie royale des Sciences, des Lettres et des Beaux-Arts de Belgique. Von 1886 bis zu seinem Tod gab er die von Henri Gaidoz begründete Revue celtique (Bände 7–31) heraus (ab 1936: Études celtiques).

## Werke
- Histoire des ducs et des comtes de Champagne depuis le VIe siècle jusqu’à la fin du XIe, 8 Bde., Paris 1859–1869
- Répertoire archéologique du département de l’Aube, Paris 1861
- Étude sur la déclinaison des noms propres dans la langue franque à l’époque mérovingienne, Paris 1870
- Les Premiers Habitants de l’Europe, d’après les écrivains de l’Antiquité et les travaux des linguistes, Paris 1877, 2. Auflage, 2 Bde., Paris 1889, 1894
- L’administration des intendants d’après les archives de l’Aube, Paris 1880
- Introduction à l’étude de la littérature celtique, Paris 1883 (Cours de littérature celtique 1)
- Le cycle mythologique irlandais et la mythologie celtique, Paris 1884 (Cours de littérature celtique 2) (englisch: The Irish Mythological Cycle and Celtic Mythology, Dublin 1903, Whitefish, Montana 2006)
- L’Épopée celtique en Irlande, Paris 1892 (Cours de littérature celtique 5)
- (zusammen mit Georges Dottin) Recherches sur l’origine de la propriété foncière et des noms de lieux habités en France, période celtique et période romaine, Paris 1890
- (zusammen mit Emile Ernault und Georges Dottin) Les noms gaulois chez César et Hirtius, De bello gallico. Première série : Les composés dont RIX est le dernier terme, Paris 1891.
- Études de droit celtique, Paris 1895 (Cours de littérature celtique 7 und 8)
- (zusammen mit Paul Le Nestour) Etudes sur la langue des Francs à l’époque mérovingienne, Paris 1900
- Les Principaux Auteurs de l’Antiquité à consulter sur l’histoire des Celtes, Paris 1902 (Cours de littérature celtique 12)
- Éléments de la grammaire celtique, déclinaison, conjugaison, Paris 1903
- Les Celtes, depuis les temps les plus anciens jusqu’en l’an 100 avant notre ère. Etude historique, Paris 1904
- La Famille celtique. Etude de droit comparé, Paris 1905
- Les Druides et les dieux celtiques à forme d’animaux, Paris 1906